# Pla Seldon
El Pla Seldon és el tema central de la saga Fundació d'Isaac Asimov.
Hari Seldon, mitjançant la psicohistoria, va idear una planificació de la trajectòria històrica de la humanitat i va deduir la caiguda de l'Imperi Galàctic, per la qual cosa es feia necessària la creació de la Fundació.
Periòdicament, la Fundació faria front a una Crisi Seldon, nom que es dona a allò que constitueix una amenaça per a l'existència o consecució del Pla Seldon. Les crisis Seldon obligarien a la Fundació a seguir una única trajectòria possible, predeterminada: el Pla Seldon.
L'avanç del pla es va veure truncat i gairebé fracassa durant els esdeveniments que es narren en la novel·la Fundació i Imperi per causa d'un mutant amb poders mentals anomenat El mul.